# Facultad de Ciencias Exactas de la Universidad Nacional de La Plata
La Facultad de Ciencias Exactas de la Universidad Nacional de La Plata es una de las 17 facultades que conforman dicha universidad. Está ubicada en el Paseo del Bosque de la ciudad de La Plata, Argentina, dentro del denominado «Grupo Bosque Oeste» del Campus Universitario de la UNLP.
Fundada en 1968 como producto de la fusión de las preexistentes facultades de Química y Farmacia y de Ciencias Físico-matemáticas, presenta una larga tradición en el desarrollo de la investigación científica, lo cual ha fomentado enormemente su actividad de extensión.

## Historia

### Antecedentes
La fundación de la Universidad de La Plata se formalizó al sancionarse la ley provincial que estableció, el 27 de diciembre de 1889, la creación de esta casa de estudios en la recientemente fundada ciudad de La Plata como nueva capital de la provincia de Buenos Aires. Bajo la dependencia provincial, tuvo una existencia precaria, siempre expuesta a la escasez de recursos, y compuesta por cuatro facultades: Derecho, Medicina, Química y Farmacia y Ciencias Físico-matemáticas.
Al concretarse, en 1905, el traspaso de la universidad, y todos sus bienes, a la órbita de la Nación, con la creación de la Universidad Nacional de La Plata, la Facultad de Química y Farmacia fue anexada al Museo; y la Facultad de Ciencias Fisicomatemáticas se incorporó al Instituto del Observatorio de La Plata.

### Trayectoria institucional

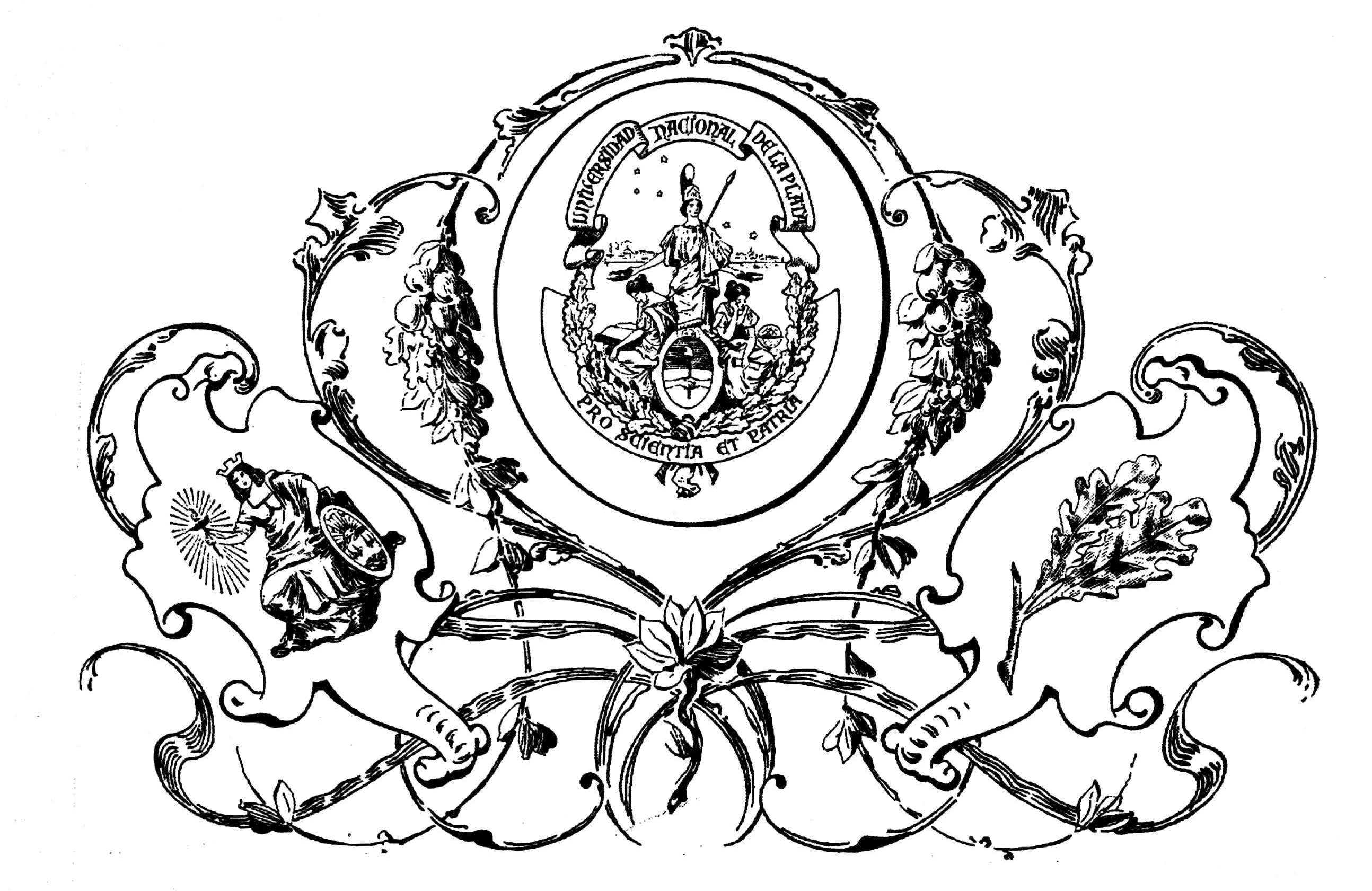
A la izquierda, el escudo de la extinguida Universidad Provincial; en el centro, el de la Universidad Nacional de La Plata; a la derecha, insignia de estudiantes y profesores.

La actividad de la Facultad de Química y Farmacia, dependiente aún de la Universidad Provincial, comenzó en 1897. Integraban su primer curso un total de tres profesores y trece alumnos. La orientación de la carrera expedía, a sus egresados, el título de Farmacéutico. El plan de estudios comprendía tres años y era similar al de la carrera de Farmacia de la Facultad de Ciencias Médicas de Buenos Aires. Los primeros graduados de la Universidad Nacional de La Plata corresponden a la primera colación de grados de esta Facultad, de 1901.
El proyecto diseñado por Joaquín V. González para la Universidad Nacional le otorgó un lugar central al Museo de La Plata, creado en 1884 por Francisco Pascasio Moreno, lugar donde se diseñaron los primeros estudios químicos de investigación científica.
El Museo tendría entonces el doble carácter de instituto docente y de investigación y trabajos prácticos. Así, en 1905, la Facultad de Química y Farmacia se incorporó bajo la dependencia del Museo con el nombre de Escuela o Instituto de Química y Farmacia, otorgando los títulos de Perito Químico, Farmacéutico y Químico Industrial (en planes de estudios de cuatro años) y Doctor en Química (que comprendía cinco años). En 1908, se crearía el Doctorado en Química y Farmacia. La Escuela contaba con laboratorios de Química Inorgánica, Orgánica, Analítica y Toxicología, que funcionaban en la planta baja de esa institución.

### La constitución de Ciencias Exactas como Facultad autónoma
En 1919 la Escuela pasa a ser Facultad Autónoma: la Facultad de Ciencias Químicas, que desde el año 1923 se denominará Facultad de Química y Farmacia. Su primer decano será el doctor Enrique Herrero Ducloux, el primer Doctor en Química recibido en el país. 
La Facultad autónoma, en el primer período funcionará en el edificio del Museo. La primera sesión del Consejo Académico será en 1919.
La constitución de la Facultad autónoma se produce en un momento de gran efervescencia política, debiendo afrontar al poco tiempo la clausura de la Universidad producida a fines de dicho año junto con la suspensión de la asistencia de los delegados estudiantiles a los Consejos. En el caso de esta Facultad recién se había producido el primer llamado al Centro de Estudiantes a realizar la elección de sus delegados.
En 1920 se produce la Reforma de los Estatutos de la Universidad, consecuencia de la Reforma Universitaria de 1918, donde se incorpora la representación de estudiantes y diplomados en los Consejos y el Régimen de Docencia Libre. El retorno de los estudiantes a las sesiones de Consejo conlleva propuestas de reformas del plan de estudios, aunque su participación será intermitente.

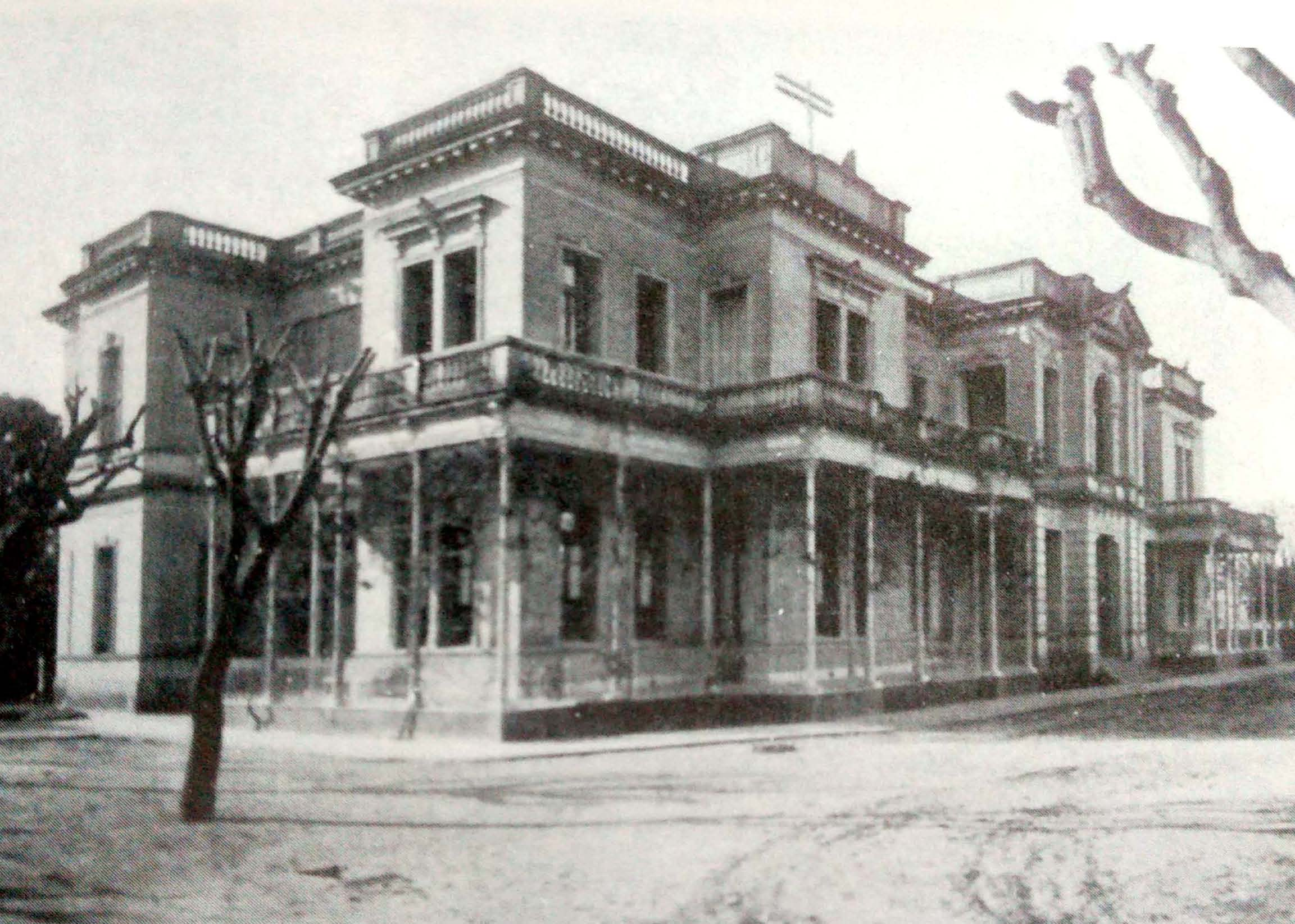
Edificio del exInternado n°1 del Colegio Nacional, actual sede del Decanato de la Facultad de Ciencias Exactas, en calles 47 y 115.

Ese mismo año, se constituye el Centro de Egresados de Química y Farmacia y hacia el final, el Consejo Superior destina el Internado Nº1 del Colegio Nacional "Rafael Hernández" (actual edificio del decanato de la Facultad de Ciencias Exactas) a la Facultad de Ciencias Químicas.
En 1922 la Asamblea de Profesores discute la conformación de los planes de estudios y comienzan por subdividir las materias fundamentales, quedando conformadas las asignaturas Química Inorgánica, Química Tecnológica, Química Analítica Especial, Fisicoquímica, Análisis Químico Funcional y de Medicamentos, Dibujo y Anatomía y Fisiología. De este modo, se mantiene el perfil profesional de la carrera pero se incorpora una orientación tecnológica, con integración con la industria y la proyección de la investigación. 
Paralelamente se crea la "Revista de la Facultad de Ciencias Exactas", su primer director será el Dr. Enrique Herrero Ducloux, contribuyendo a la difusión de la labor científica de la Facultad. 
A fines de 1922 la Facultad aprueba el examen de ingreso, tomando como referencia para Farmacia lo exigido en la Facultad de Ciencias Médicas de la Universidad de Buenos Aires y para Química lo exigido en la Facultad de Ciencias Exactas, Físicas y Naturales. El examen constaba de una prueba escrita y oral. 
En 1923 La Plata será cede de la Sección Química del Congreso Universitario anual, donde se propone favorecer el envío de becarios a las Universidades e Institutos Técnicos de Europa y Norteamérica y enviar a profesores al extranjero para realizar trabajos de especialización y completar su formación.  
Asimismo se crea en la Facultad la Oficina Bibliográfica Química.  
Hacia 1926 se creará el Instituto de Investigaciones Químicas como centro de investigaciones completamente desvinculado de las tareas docentes.  
Durante el período en que es Decano el Dr. Carlos Sagastume (1926-1930) se realizan tareas de ampliación del edificio, para que en el año 1930 se colocara finalmente la piedra fundamental del "nuevo edificio", con instalaciones modernas y grandes laboratorios, teniendo espacios destinados a enseñanza, investigación y un área administrativa, biblioteca y museo. 
La creación de los primeros Departamentos data de 1928, de acuerdo a las disposiciones establecidas por la Universidad con respecto a la organización interna de las Facultades. Los primeros Departamentos que se crean son el Departamento de Farmacia, cuyo primer jefe es el Dr. Juan E. Machado, el Química Orgánica, cuyo primer jefe es el Dr. Enrique V. Zappi, y el de Química Biológica, cuyo primer jefe es el Dr. Carlos Sagastume.
Como consecuencia del golpe de Estado de 1930 es intervenida la Universidad de Buenos Aires y en 1931 la Universidad de La Plata, los estudiantes pierden representación y son limitadas las funciones de los Consejos Superiores y Académicos. Como consecuencia, renuncia el Presidente de la Universidad de La Plata y el Decano de la Facultad de Ciencias Químicas.  
En 1932 se acuerda la anexión del laboratorio del Hospital Policlínico a la cátedra de Química Biológica y Análisis Clínicos para desarrollar la enseñanza experimental en dichas asignaturas.  
En 1933 se aprueba en el Consejo Superior un proyecto que centraliza la enseñanza de la Química en la Universidad, para ellos se establece la necesidad de instalar todas las cátedras y laboratorios de Química en esta Facultad.  
En 1934 se reforman los planes de estudios y se agrega el Doctorado en Bioquímica y Farmacia. El primer graduado de dicha carrera será el Dr. Felipe Zorora.  
En 1938 el Dr. Carlos Sagastume es designado Director del Instituto de Investigaciones.   
A partir de 1940 se registran las primeras inclinaciones de la Facultad a colaborar con los poderes públicos de la Nación, integrándose los profesores y ayudantes en las subcomisiones de Industria, Ganadería, Agricultura, Guerra, Marina y Aviación.  
En 1943 se crea el Departamento de Investigaciones Aplicadas, argumentado en el sentido de que la Universidad es sostenida por el pueblo y entonces esta debe colaborar con el, sirviendo para el Estado. De 1944 data el convenio en materia de investigación con el Laboratorio de Ensayo de Materiales e Investigaciones Tecnológicas de la Provincia de Buenos Aires (LEMIT).  
A fin de 1943, tras un nuevo golpe de Estado, el Poder Ejecutivo de la Nación disuelve la Federación Universitaria y las entidades afiliadas a ella. Al mismo tiempo, el Consejo Superior de la Universidad clausuraba los Centros de Estudiantes y su representación en los Consejos Académicos. En 1945 se reintegra fugazmente la representación estudiantil, ya que a fines del año se suspenden todas las actividades a causa de la detención de rectores, decanos, profesores y estudiantes de  otras Universidades del país, entre ellos el Presidente Alfredo Calcagno. Ante esta situación el Consejo Superior denuncia un ataque a la Universidad organizado con complicidad de la policía. Finalmente, el Poder Ejecutivo clausura la Universidad y resuelve la caducidad de todas sus autoridades y profesores, y reprime a los estudiantes. Las autoridades no encarceladas realizan una Declaración en el Consejo Superior donde repudian la clausura y la represión, acción que logra ejercer presión para que se deje en libertad a Calcagno, y como consecuencia de un cambio de gabinete en el Gobierno Nacional se deroga la clausura de la Universidad y se restituyen los cargos a sus autoridades legítimas.  
En 1945, por pedido de los estudiantes se incorpora una mención de la apertura de la Universidad a los hijos de los obreros.  
Entre los años 1946 y 1948 se produce otra Intervención de la Universidad, luego de esos años, cuando el Consejo Académico vuelve a funcionar se llamará Consejo Directivo, eligen de decano al Dr. Roberto Crespi Gherzi y en virtud de la ley 13.031 se establece que los estudiantes tendrán un representante en los Consejos Directivos, sorteado entre los diez mejores alumnos que cursaran el último año de la carrera. Durante la Intervención es contratado el profesor alemán Hans Schumacher para dirigir y organizar el Instituto, ahora redenominado Instituto Superior de Investigaciones Profesor Doctor Carlos Sagastume (desde 1970 denominado Instituto de Investigaciones Físico-Químicas Teóricas y Aplicada, INIFTA). También en 1948 y por aplicación de la ley 13.031, se reforman los planes de estudios para generar mayor afinidad entre las carreras de las distintas Universidades, otorgándole a cada Facultad la posibilidad de introducir modificaciones en materias de especialización, se crean las Licenciaturas, posibilitando la obtención de un título a aquellos egresados que no hubieran completado la tesis de Doctorado. Asimismo se registra un proyecto de trabajo con junto con la Dirección de Fabricaciones Militares.
En 1949 se crea la carrera docente.  
La reforma de los planes de estudios de 1953 unificó finalmente los planes de estudios de distintas carreras dependientes de las Facultades o Institutos, de manera de facilitar el tránsito de los alumnos de una Universidad Nacional a otra y se crea el Doctorado en Ciencias Químicas, organizado en base a orientaciones: Biológica, Analítica, Tecnológica,  Fisicoquímica y química nuclear, y Orgánica; el cual expide un primer título de Químico, luego de Licenciado en Química especificándo la orientación y por último el de Doctor también con especificación.   
Por estos años funcionan en la Facultad los departamentos de Química General e Inorgánica, Química Orgánica, Química Tecnológica, Ciencias Biológicas, Farmacología y Toxicología e Higiene.  
En 1957 se realiza la primera elección del claustro de estudiantes. Y en 1958 se crea el Centro de Estudiantes Libres (FUEL), en oposición al Centro de Estudiantes de la Facultad de Química y Farmacia, que integra parte de la Federación Universitaria de La Plata (FULP).   
En 1959, se instituye el régimen de dedicación exclusiva y para ese entonces el 60% de los profesores ya cumplían tareas fuera de la Facultad. Ese mismo año se conforman el Consejo Profesional de Química y el CONICET. En la Facultad se crea el Departamento de Fisicoquímica, a cuyo cargo estaría el Dr. Hans Schumacher. Entre otras modificaciones se suspende el uso del bolillero en los exámenes y la Facultad adecúa su estructura de cargos al Estatuto Docente. Los primeros Profesores de dedicación exclusiva designados fueron: el Dr. José Domingo Méndez en la Cátedra de Farmacodinamia y el Dr. Manuel G. Escalante a cargo de las cátedras de Botánica y Biología. También se crea el Centro de Estudios Bromatológicos gestionada por el Profesor de Bromatología Dr. Juan G. Romano Yalour y  el Centro de Investigación Bioquímica gestionado por el Dr. Gabriel Favelukes. En 1961 se firma un contrato con la Dirección de Laboratorios de Ensayos de Materiales e Investigaciones Tecnológicas de la Provincia de Buenos Aires y se tranfiere la Cátedra de Fisicoquímica de la Facultad de Ciencias Fisicomatemáticas a esta Facultad. En 1962 se crea el Departamento de Química Analítica por los profesores Raúl Manuele y Luis Menucci.  
El Doctorado en Química se organiza en base a cuatro especialidades: Fisicoquímicas, Química Orgánica Superior, Química Analítica y Tecnología Química.  El Doctorado en Ciencias Bioquímicas se organiza de forma independiente con do sorientaciones: Bioquímica Clínica e Industrias Bioquímicas. También se modifica el Plan del Doctorado en Ciencias Farmaceúticas. En 1964 se declara Profesores Honorarios a Reynaldo Vanossi y José Méndez.

### La Facultad de Ciencias Fisicomatemáticas

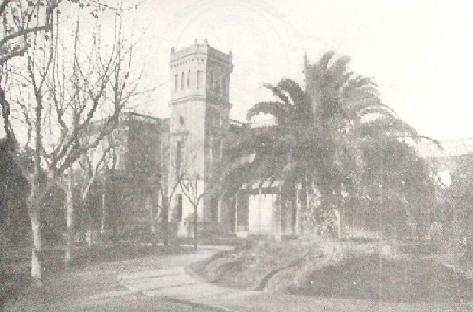
Edificio del exInternado nº2 del Colegio Nacional, en avenida 1 entre calles 47 y 48, actual sede del Decanato de la Facultad de Ingeniería.

Si bien en la Universidad dependiente de la Provincia ya existía una Facultad de Ciencias Fisicomatemáticas que estaba habilitada para otorgar los títulos de Doctor en Ciencias Físico-Matemáticas, Doctor en Ciencias Naturales y Doctor en Química, ésta sólo expedía los títulos de Agrimensor, Ingeniero e Ingeniero Civil.
Como la aparición de la Facultad se origina vinculada al Observatorio, las relaciones entre ambos organismos van a determinar su funcionamiento. En estos primeros años existieron relaciones conflictivas entre el Director del Observatorio y las demás autoridades de la Facultad, hecho que concluyó en la determinación del Poder Ejecutivo de reorganizar la institución, que pasa a ser Facultad de Ciencias Físicas, Matemáticas y Astronómicas en 1909. De ésta Facultad dependían cinco Escuelas Superiores: la Escuela de Ciencias Físicas, la Escuela de Ciencias Matemáticas, la Escuela de Ciencias Astronómicas, la Escuela de Arquitectura y la Escuela de Hidráulica. La Escuela de Ciencias Físicas pasó a estar dirigida por el Doctor Emil Bose.
Con la Organización estatutaria producto de la Reforma, en 1920 la Facultad cambiaría de nombre: se separa la carrera de Ciencias Astronómicas y la institución pasa a denominarse Facultad de Ciencias Fisicomatemáticas Puras y Aplicadas. Las Escuelas que de ella dependen se reducen a tres, siendo una la de Ciencias Matemáticas y Físicas. 
Ese mismo año la Facultad toma posesión del Internado Nº2 del Colegio Nacional (actual sede del Decanato de la Facultad de Ingeniería).  
En 1926 se quita el aditamento de "Puras y Aplicadas", quedando como Facultad de Ciencias Fisicomatemáticas, al igual que en los tiempos de la Universidad Provincial, y organizándose en torno al Instituto de Física y el Departamento de Matemática. 
A partir de 1956 el Instituto de Física pasará a denominarse Departamento de Física, nombre que mantendrá al momento de su incorporación a la Facultad de Ciencias Exactas, en 1968. 
En el contexto de una ampliación de la actividad científica de los `60, en 1968 se conformará la Facultad de Ciencias Exactas, uniéndose a la Facultad de Química y Farmacia los Departamentos de Física y Matemática de la Facultad de Ciencias Fisicomatemáticas y redenominándose a ésta como Facultad de Ingeniería.

### La conformación de la Facultad de Ciencias Exactas
En abril de 1968 el Rector de la Universidad intervenida (Arquitecto Joaquín Rodríguez Saumell) ordena constituir la Facultad de Ciencias Exactas, sustituyendo la denominación de "Facultad de Química y Farmacia" por la de "Facultad de Ciencias Exactas" y la de "Facultad de Ciencias Fisicomatemáticas" por "Facultad de Ingeniería", incluyendo el traspaso de los Departamento de Física y Matemática a la nueva Facultad de Ciencias Exactas. 
En 1969 comienza a funcionar en la nueva Facultad el departamento de Química, bajo cuya jurisdicción se hallan todos los antiguos Departamentos de la vieja Facultad de Química y Farmacia, hasta tanto se reorganizara aquella ex-facultad. A su cargo se halla el Dr. Jorge Ronco. 
Ese año se crea la Secretaría de Asuntos Académicos de la Facultad, la Secretaría de Supervisión Administrativa y la de Bienestar Estudiantil.  
En los primeros años de la Facultad de Ciencias Exactas se agrava la cuestión del mantenimiento y funcionamiento a raíz de una reducción presupuestaria, afectando, entre otras cosas, la suscripción  de revistas científicas por parte de la Facultad.  
Para 1971 la Facultad está compuesta por siete Departamentos: Química Analítica (Jefe de Departamento Dr. Luis Menucci), Tecnología Química (Jefe de Departamento Dr. Jorge Ronco), Ciencias Biológicas (Jefe de Departamento Dr. Manuel Escalante), Farmacología (Jefe de Departamento Dr. Víctor Nethol), Bioquímica (Jefe de Departamento Dr. Gabriel Favelukes), Matemática (Jefe de Departamento Dr. Germán Fernández) y Física (Jefe de Departamento Dr. Antonio Rodríguez).

## Organización

### Gobierno
El gobierno de la Universidad Nacional de La Plata, y de sus facultades, departamentos, institutos y escuelas superiores se constituye con la representación de los cuatro claustros que componen la comunidad universitaria: docentes, graduados, estudiantes y no docentes. Cada uno de ellos participa con el alcance establecido en el Estatuto de la UNLP.

#### Consejo Superior
El Estatuto universitario establece que el Consejo Superior, conjuntamente con el Presidente de la Universidad, ejerce el Gobierno y la jurisdicción superior universitaria. Lo preside el Presidente de la Universidad y está constituido por cuatro representantes de cada una de las 17 Facultades: el Decano, un representante del claustro de profesores, un representante del claustro de estudiantes, y un representante Jefe de Trabajos Prácticos o Ayudante Diplomado o Graduado. También incluye dos representantes no docentes, y los establecimientos del sistema de pregrado universitario están representados por dos directores (rotativos por año). El Presidente de la Universidad es el representante nato de la misma y el encargado de su gobierno administrativo y de dar cumplimiento a las resoluciones del Consejo Superior.

#### Decano
El Decano durará cuatro (4) años en sus funciones; deberá ser argentino, tener más de treinta años de edad y ser o haber sido profesor ordinario o extraordinario de la facultad y podrá ser reelecto para el período inmediato siguiente y por una sola vez. Se encarga de presidir al Consejo Directivo de la facultad y ejecutar sus resoluciones, representar oficialmente a la facultad en todos los actos y comunicados de la misma y dictar disposiciones sobre el gobierno interior pedagógico, disciplinario y administrativo de su facultad. Sus funciones están especificadas en el artículo 82 del Estatuto de la UNLP.

#### Vicedecano
Para ser Vicedecano de la facultad se requiere ser profesor ordinario o extraordinario emérito de la facultad respectiva. Cuando no dirija las sesiones del Consejo Directivo y no sea miembro del mismo, lo integrará con voz pero sin voto. Coordinará con el Secretario Académico el funcionamiento de las Comisiones del Consejo Directivo de la facultad.

#### Consejo Directivo
El Consejo Directivo está integrado por dieciséis (16) miembros: siete (7) profesores, un (1) Jefe de Trabajos Prácticos, dos (2) graduados, cinco (5) estudiantes, y un (1) representante no docente. El Decano preside sus sesiones y tiene voto en caso de empate. El Consejo Directivo sesionará en la forma establecida para el Consejo Superior. El Consejo se reúne en sesiones ordinarias durante el año lectivo, al menos una vez por mes. Sus sesiones son públicas, salvo expresa decisión en contrario de la mayoría, y tienen lugar con el quórum de la mitad más uno de sus miembros. El Consejero que faltare a tres (3) reuniones consecutivas o cinco (5) alternadas sin causa debidamente justificada, cesará en su cargo, sin necesidad de declaración alguna, debiendo el Decano dar cuenta de la vacante en la próxima sesión. 
El Consejo Directivo dicta disposiciones generales sobre el gobierno interior, didáctico, disciplinario y administrativo de su Facultad. Sus funciones están especificadas en el artículo 80 del Estatuto de la UNLP.

#### Departamentos
La estructura orgánica de la Facultad incluye cuatro Departamentos, los cuales cuentan con actividades de docencia, investigación y extensión.
Actualmente la Facultad cuenta con cuatro Departamentos:
- Departamento de Ciencias Biológicas: coordina las actividades académicas de las Licenciaturas en Bioquímica, Biotecnología y Biología Molecular, Ciencia y Tecnología en Alimentos, Óptica Ocular y Optometría y Farmacia. Coordina las actividades en docencia, extensión e investigación de sus nueve Áreas: Anatomía, Histología y Fisiología; Biología; Bioquímica Clínica; Bioquímica y Control de Alimentos; Biotecnología y Biología Molecular; Ciencias Farmaceúticas; Microbiología e Inmunología; Óptica y Toxicología.
- Departamento de Química: coordina las actividades académicas de la Licenciatura en Química, Licenciatura en Química y Tecnología Ambiental y Tecnicatura Universitaria en Química.Coordina las actividades en docencia, extensión e investigación de sus cinco divisiones: Fisicoquímica, Química Analítica, Química Orgánica, Tecnología Química y Ciencias Ambientales.
- Departamento de Física: coordina las actividades académicas de Licenciatura en Física y la Licenciatura en Física Médica, como también actividades de extensión e investigación de loa Centros, Laboratorios e Institutos que lo componen.
- Departamento de Matemática: coordina las actividades académicas de la Licenciatura en Matemática. Coordina las actividades en docencia, extensión e investigación en todas las áreas propias de la disciplina.

### Carreras

#### De grado
Actualmente, en la facultad se dictan 11 carreras de grado: Farmacia, licenciaturas en Química, Física, Matemática, Bioquímica, Biotecnología y Biología Molecular, Ciencia y Tecnología de Alimentos, Física Médica, Óptica Ocular y Optometría y Química y Tecnología Ambiental, y Tecnicatura Universitaria en Química.

#### De posgrado
La Facultad ofrece enseñanza de posgrado: cursos, maestrías y doctorados.

### Centro de Estudiantes
La universidad reconocerá 1 (un) Centro de Estudiantes. (Artículo 114 del Estatuto de la Universidad)
Los días 1, 2 y 3 de noviembre de 2023 se llevaron a cabo las elecciones de representantes estudiantiles en la Universidad Nacional de La Plata. En las elecciones de Claustro de la Facultad de Ciencias Exactas se impuso la agrupación Franja Morada (1072 votos), seguida de Colectivo Estudiantil (467 votos) y SUMA (374 votos). De este modo, desde abril de 2024 Franja Morada cuenta con cuatro representantes en el Consejo Directivo, mientras que Colectivo Estudiantil tiene un representante. El resto de las agrupaciones participantes fueron El pelo de Einstein (38 votos), y La izquierda al frente - En Clave Roja (23 votos). Se registraron 32 votos en blanco y 15 votos nulos.

## Infraestructura

### Sedes

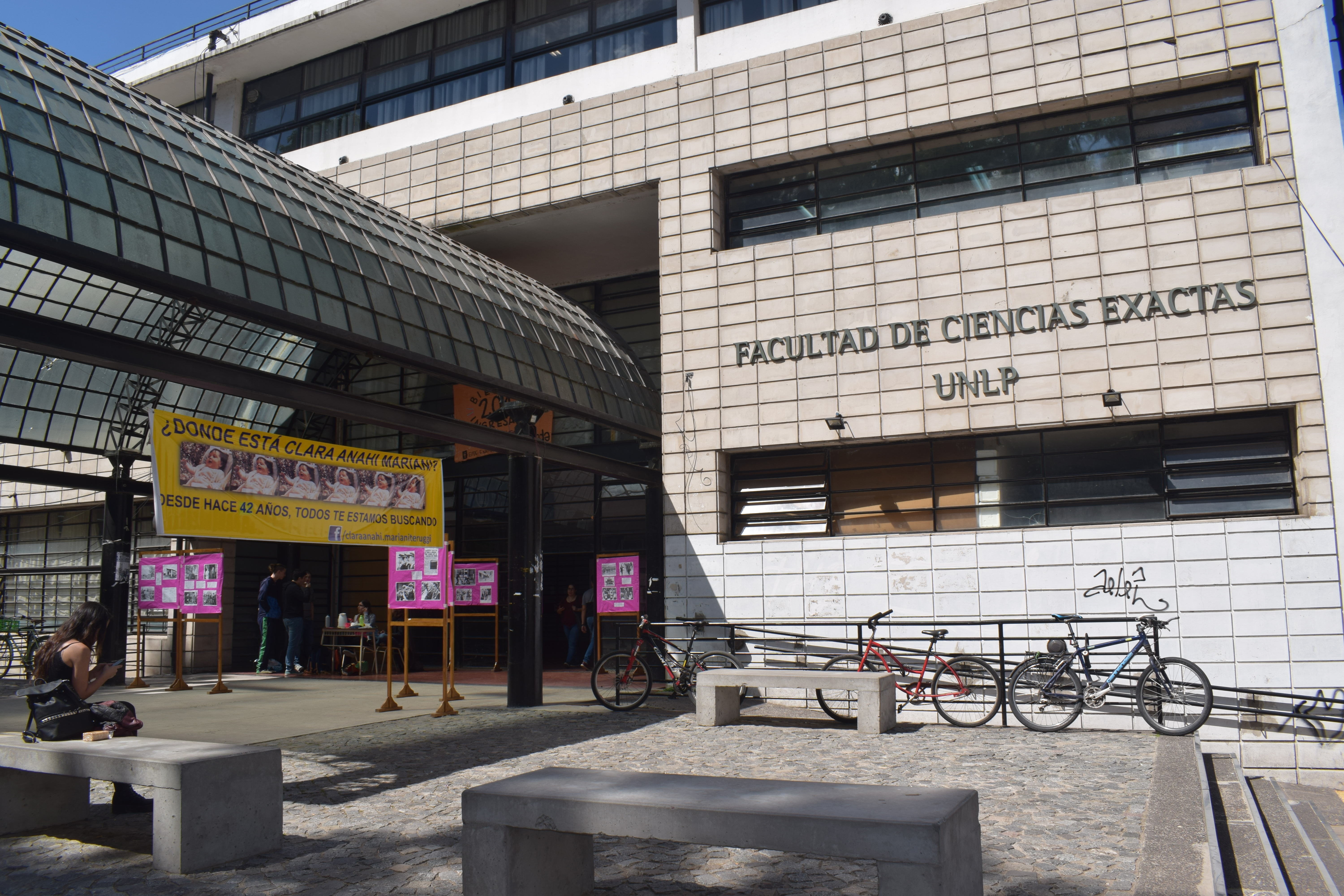
Edificio «Abuelas de Plaza de Mayo».

El conjunto de edificios de la Facultad de Ciencias Exactas forma parte del “Grupo Bosque Oeste” de la Universidad de La Plata. Junto a ellos están la Facultad de Odontología, la de Ingeniería y la de Arquitectura; además del Colegio Nacional y la Escuela Graduada.
Se trata de un conjunto heterogéneo de edificios construidos en diferentes épocas y con distintos estilos arquitectónicos. Por ejemplo, el Decanato de la Facultad es un pabellón con galerías perimetrales al estilo italiano como el edificio de Química y de Ciencias Biológicas . El edificio de Física es de estilo neoclásico, mostrando una influencia total de las arquitecturas clásicas griega y romana, en su pórtico con frontis tomado de los templos grecorromanos y en el diseño de sus rejas al estilo de las termas romanas. Antes había sido el edificio que el Colegio Nacional utilizaba en esos años como gabinete de Físico-Química, y se inauguró en 1911 con una conferencia a cargo de su director.
Desde el año 2008 asimismo la Facultad utiliza plenamente el edificio llamado "Ex Liceo" (aunque la utilización por parte del Liceo Victor Mercante no llegó a concretarse), sobre las calles 115 y 50, el cual ha sido reformado y ampliado en los últimos años y comparte el primer piso con dependencias de la Facultad de Ingeniería. Fue utilizado anteriormente como sede de la Facultad de Informática. En la actualidad Informática posee su propio edificio en calle 50 y 120.
En el año 2017, fue renombrado como edificio "Abuelas de Plaza de Mayo", a raíz de un proyecto presentado por la Dirección de Derechos Humanos al Consejo Directivo de la Facultad, con motivo de que se cumplieran 40 años de la primera acción pública de la organización. 

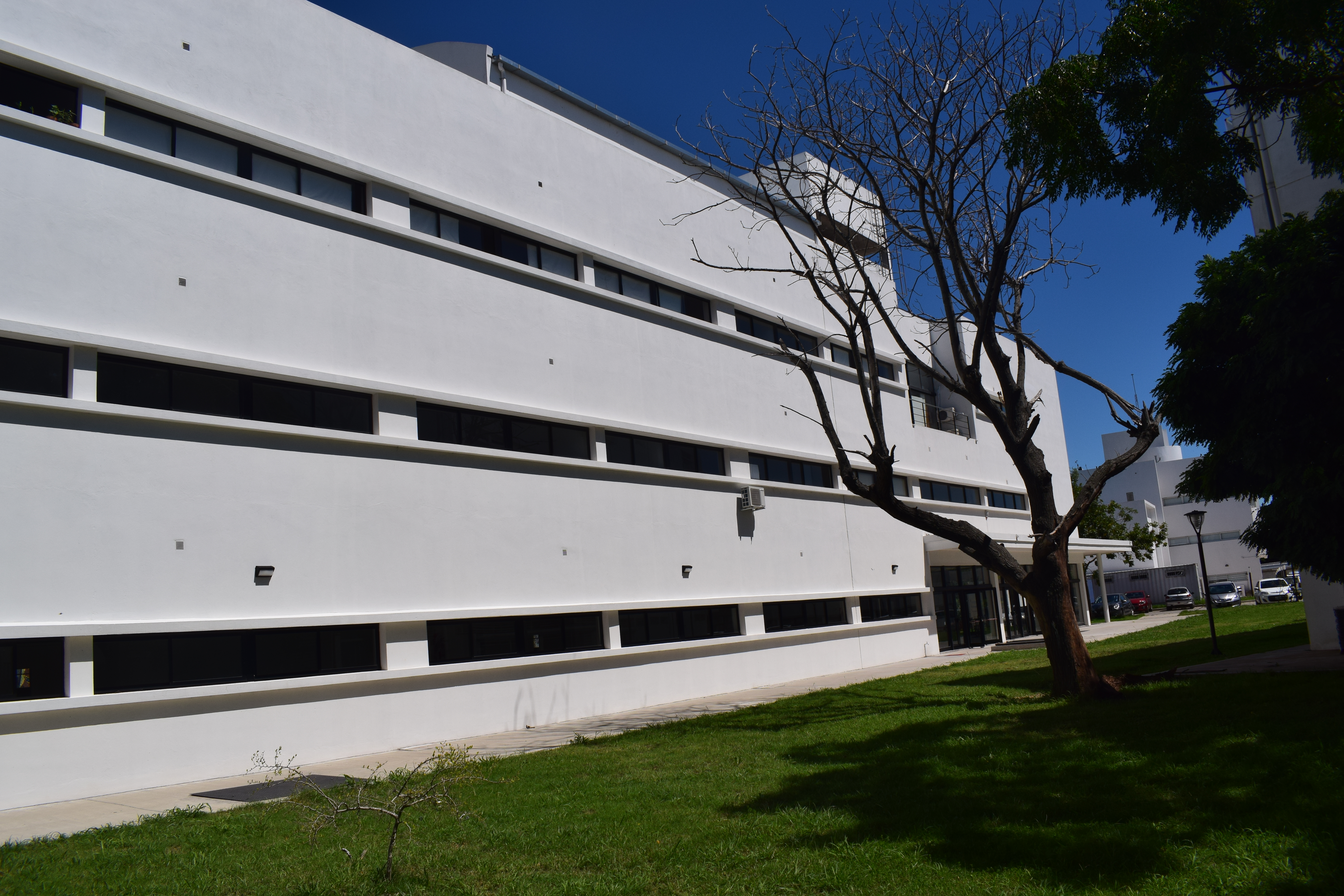
Nuevo edificio de la Facultad, ubicado en el «Grupo Bosque Este».

A principios de 2019, la Facultad de Ciencias Exactas inauguró un nuevo edificio destinado a docencia e investigación que se encuentra ubicado en el Polo Científico Tecnológico del Bosque, en el Boulevard 120, entre 60 y 64 de nuestra ciudad. Se constituye en cuatro plantas donde funcionarán aulas y el Instituto de Estudios Inmunológicos y Fisiopatológicos (IIFP), el Laboratorio de Investigación y Desarrollo de Bioactivos (LIDeB) y el Centro de Investigación del Medio Ambiente. Así, el Polo Científico Tecnológico Bosque Este se consolida centro de referencia en investigación científica, tecnológica, de extensión y transferencia, ya que allí se ubican las facultades de Ciencias Naturales, Medicina, Agronomía, Veterinaria y Periodismo y se caracteriza por una fuerte presencia de Laboratorios, Centros e Institutos de Investigación dependientes de la UNLP, como así también de CONICET y la CIC. De esta forma el Polo Científico Tecnológico pasa a ser la mayor concentración de unidades de investigación e investigadores del país..

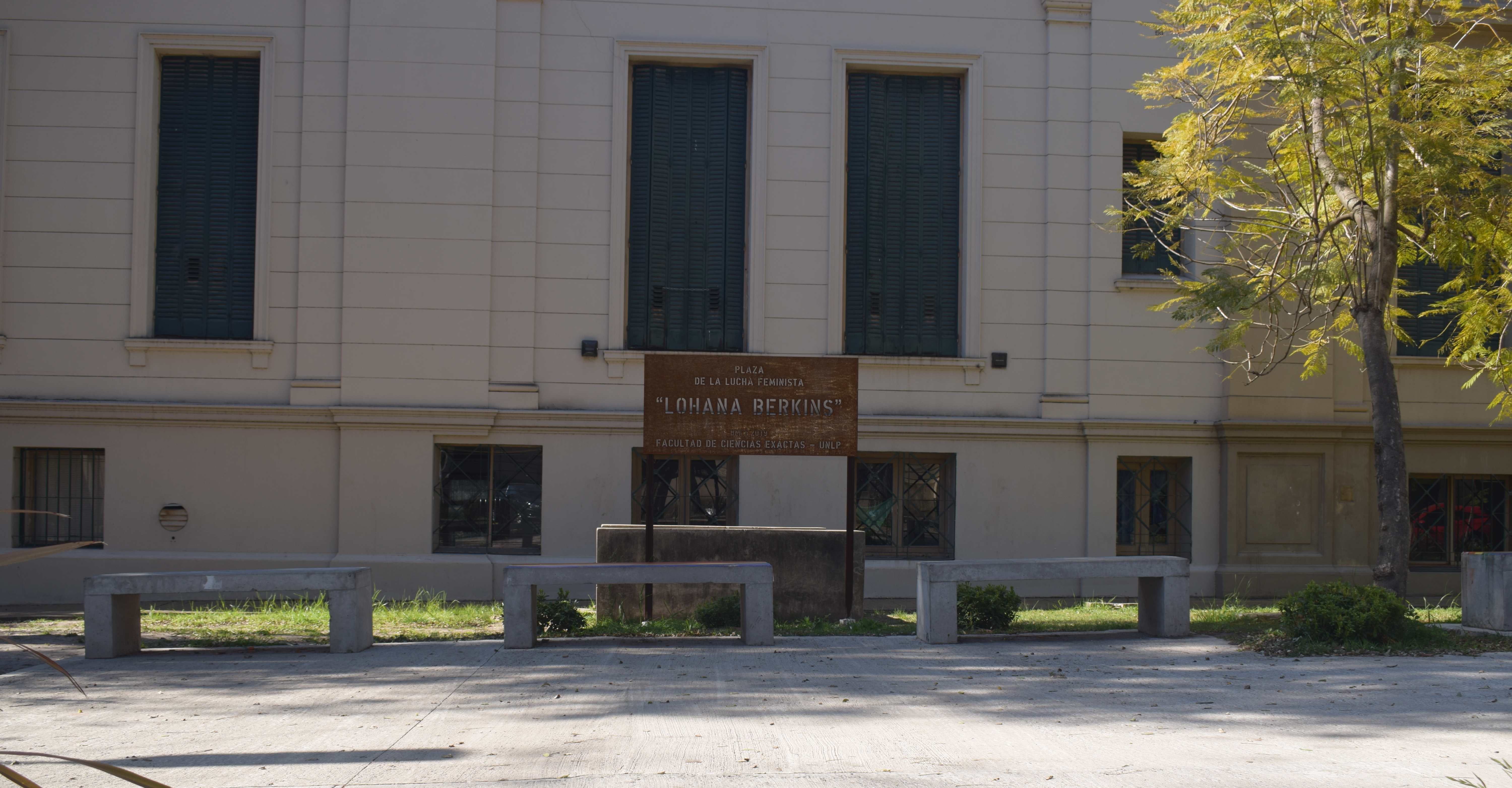
Plaza de la Lucha Feminista «Lohana Berkins»

En el mes de marzo de 2019, en coincidencia con el Día Internacional de la Mujer Trabajadora y el Paro Internacional de Mujeres, y en el marco del mes de la Memoria de la UNLP, se inauguró "Plaza de la Lucha Feminista Lohana Berkins" dando cuenta de las transformaciones que lleva adelante la Facultad en temas de géneros y diversidad. 
La plaza que se encuentra ubicada entre los edificios de los Departamentos de Química y Física, recibió el nombre de  Lohana Berkins, reconocida activista feminista e impulsora de Ley de Identidad de Género. También se plantó un jacarandá y funcionó una Radio Abierta donde se debatieron temáticas referidas a: el rol de la Mujer en la Ciencia, la campaña por la Emergencia Nacional en Violencia de Género, el cupo laboral trans en la UNLP y el Aborto Legal, Seguro y Gratuito.

### Biblioteca
La red de bibliotecas está integrada por tres Bibliotecas. Biblioteca Central María Adriana Casajús, ubicada en el edificio "Abuelas de Plaza de Mayo",  50 y 115 subsuelo, sumado a esta otras dos,  correspondiente al Departamento de Física y al Departamento de Matemáticas, cada una funcionando dentro de dichas dependencias.
- Biblioteca Central María Adriana Casajús
- Biblioteca de Física
- Biblioteca de Matemáticas

### Museos
La Facultad de Ciencias Exactas cuenta con tres museos que dependen de ella: la Biblioteca Museo de Química y Farmacia "Prof. Dr. Carlos Sagastume", el Museo de Física y el Museo de Botánica y Farmacognosia "Carlos Spegazzini".
Los tres museos participan anualmente  de la "Noche de los Museos"

#### Museo de Física
Fue fundado en 1994 para preservar una centenaria colección de instrumentos de demostración de fenómenos físicos, adquiridos en 1906 para equipar el Instituto de Física, creado en ese momento como pieza clave de la nueva universidad nacional. Se encuentra ubicado dentro del Departamento de Física
Su acervo está constituido por una colección de alrededor de 2.700 instrumentos de procedencia alemana, de sorprendente diseño y excelente construcción, valiosos por su rol central en el desarrollo de la enseñanza y las primeras investigaciones en Física en el país. Con el tiempo se fueron sumando a la colección algunos objetos antiguos como por ejemplo máquinas de calcular, pilas y cámaras fotográficas; que resultan de interés para reflexionar sobre la evolución tecnológica de objetos cotidianos. También posee una colección de documentos y libros de Física anteriores a 1930, importantes para el estudio de los primeros pasos de la Física latinoamericana.
Desde su inauguración, en septiembre de 1998, se llevan adelante diversas actividades relacionadas con la enseñanza y la historia de la Física, la preservación del patrimonio y la divulgación. Sus características de museo histórico, pero también de centro participativo de ciencias, le confieren un atractivo singular. Este Museo, si bien está organizado alrededor de las colecciones patrimoniales, tiene su mirada dirigida a los visitantes y sus intereses, por ello cuenta con un amplio sistema de  visitas educativas que buscan presentar los fenómenos físicos en una forma simple y amena, fomentando en el visitante su vinculación con la vida cotidiana y su aplicación a la tecnología.

#### Museo de Botánica y Farmacognosia "Carlos Spegazzini"
En el año 1947, en la Facultad de Química y Farmacia (UNLP), el Profesor de botánica farmacéutica, José Molfino, crea el Museo “Carlos Spegazzini”. Esto permitió  preservar la colección botánica iniciada por Carlos Spegazzini, botánico y micólogo italiano que llegara a nuestro país, desde Italia, fines del Siglo XIX, continuada por el Dr. Augusto Scala y luego por el Profesor Molfino. Pasaron los años y esta colección fue reorganizada, formando parte del patrimonio del actual Museo de Botánica y Farmacognosia “Carlos Spegazzini”, creado en el año 1997 bajo la dirección de la Dra. Etile Spegazzini.
El 25 de agosto del año 2000 se reinaugura el Museo de Botánica y Farmacognosia y conjuntamente se inaugura la Biblioteca Museo de Química y Farmacia. 
En este Museo de Botánica podrán observar colecciones de especies vegetales autóctonas empleadas en medicina tradicional o popular de nuestro país y de países limítrofes, las cuales se expenden con fines terapéuticos, en mercados, herboristerías y farmacias. También cuenta con colecciones patrones de drogas vegetales de aplicación terapéutica, extraídas de las distintas partes de los árboles y de sustancias como gomas, resinas y bálsamos, provenientes de diferentes regiones del mundo. Estas colecciones son acompañadas con colecciones patrones de condimentos y alimentos de origen vegetal. 
Entre los documentos de relevancia histórica y científica se encuentran farmacopeas de origen francés, español y británico, esta última del año 1816; además se cuenta con las primeras tesis gestadas en los inicios de la Carrera de Farmacia y con material fotográfico del trabajo en botánica del Dr. Augusto Scala y de los viajes de Spegazzini por nuestro país con el objetivo de relevar su flora, en especial la flora fúngica.
Junto a las colecciones vegetales y los documentos de papel se exhiben objetos e instrumentos empleados en los inicios de la industria farmacéutica, como prensas para la elaboración de corchos empleados en las etapas de esterilización y envasado de los medicamentos.

## Unidades de Investigación y Extensión
La Facultad de Ciencias Exactas de La Plata cuenta con 10 Centros, 6 Institutos y 5 Laboratorios que dependen de ella, como así también de otros organismos de ciencia y tecnología. Además presentas 4 programas de extensión y vinculación tecnológica.

### Centros
- CEDECOR: Centro de Estudios de Compuestos Orgánicos.
- CEQUINOR: Centro de Química Inorgánica "Prof. Dr. Pedro J. Aymonino".
- CETMIC: Centro de Tecnología de Recursos Minerales y Cerámica.
- CIDCA: Centro de Investigación y Desarrollo en Criotecnología de Alimentos.
- CIM: Centro de Investigaciones del Medio Ambiente.
- CMaLP: Centro Matemático La Plata.
- CINDECA: Centro de Investigación y Desarrollo en Ciencias Aplicadas "Dr. Jorge Juan Ronco".
- CINDEFI: Centro de Investigación y Desarrollo en Fermentaciones Industriales Dr. Rodolfo Ertola.
- CIProVe: Centro de Investigación de Proteínas Vegetales.
- CREG: Centro Regional de Estudios Genómicos.

### Institutos
- IBBM: Instituto de Biotecnología y Biología Molecular [21]
- IFLP: Instituto de Física La Plata [22]
- IFLYSIB: Instituto de Física de Líquidos y Sistemas Biológicos [23]
- El IMBICE, Instituto Multidisciplinario de Biología Celular, es una organización científica sin fines de lucro dedicada a la medicina, la genética, la bioquímica, la neurociencia, la biología estructural, y la biotecnología.[24]

- El INIFTA, Instituto de Investigaciones Fisicoquímicas Teóricas y Aplicadas.

### Laboratorios
- LIDEB: Laboratorio de Investigación y Desarrollo de Bioactivos.
- LIDMA: Laboratorio de Investigación y Desarrollo de Métodos Analíticos.
- LIOMM: Laboratorio de Investigación en Osteopatías y Metabolismo Mineral.
- PLAPIMU-LASEISIC: Planta Piloto Multipropósito Laboratorio de Servicios a la Industria y al Sistema Científico.
- UPM: Unidad Productora de Medicamentos.

### Programas de Extensión y Vinculación Tecnológica
- SVPT: Programa de Salud Visual Para Todos.

Salud Visual para todos, configura la puerta de entrada a la atención primaria y consecuentemente al sistema sanitario, y además ha demostrado en números concretos, la alta demanda en atención visual y ocular que tiene nuestra población (el 71% de las personas atendidas necesitaron corrección óptica y el 43% fueron derivadas al segundo nivel de atención del sistema sanitario) y el potencial riesgo de deterioro visual que existe sin la atención adecuada, lo cual impacta directamente sobre la empleabilidad y la escolarización de la población y con ello se afecta el Índice de Desarrollo Humano (IDH) y el presupuesto en Salud Pública.
Líneas de Trabajo: Atención visual y ocular primario en todas las edades, Programa de vigilancia refractiva en la infancia, Cobertura gratuita de la ayuda óptica (anteojos o lentes de contacto) y Rehabilitación visual.

### Proyectos del Área Educación
Docentes e investigadores de Exactas realizan tareas de extensión vinculadas a la educación de las ciencias de carácter anual y bianual.